# Green Light (песня)

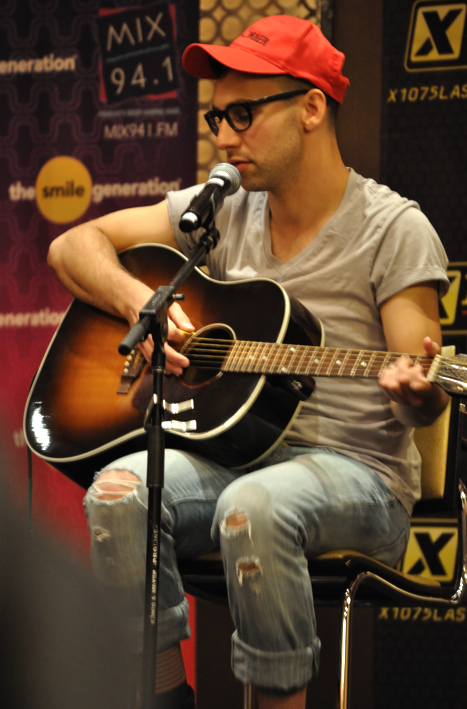
Джек Антонофф, соавтор «Green Light»

«Green Light» (с англ. — «Зелёный свет») — песня новозеландской певицы Лорд со второго студийного альбома Melodrama. Песня была выпущена в качестве лид-сингла в поддержку пластинки 2 марта 2017 года лейблом Universal Music Group. Композиция была написана Лорд в сотрудничестве с главным продюсером альбома, Джеком Антоноффом, а также при участии Джоэла Литтла. Продюсированием трека занимались Лорд, Антонофф и Франк Дьюкс.

## История создания
Лорд анонсировала выход сингла и его видеоклипа 2 марта 2017 года в своём аккаунте в Твиттере.
Песня «Green Light» была написана Эллой Йелич-О’Коннор (Лорд) и продюсером Джеком Антоноффом, а также Джоэлом Литтлом. Трек был спродюсирован самой исполнительницей, Антоноффом, Франком Дьюксом и Эндрю Уайатом.
В музыкальном плане «Green Light» описывается как электропоп, данс-поп и постдиско-песня.
Припев был описан на радио BBC как эйфорический, а журналом Forbes как пауэр-поп, с хлопками в ладоши, басами и струнными.

## Коммерческий успех
В марте 2017 года «Green Light» дебютировал на позиции № 100, а через неделю сразу поднялся на девятнадцатое место в Billboard Hot 100. Это вызвало всплеск интереса к исполнителю и позволило вернуться в чарт предыдущему альбому певицы Pure Heroine.
«Green Light» стал третьим хитом Лорд попавшим в лучшую американскую двадцатку top 20 Hot 100, вслед за первыми двумя успешными синглами: «Royals» (9 недель на позиции № 1 в 2013 году) и «Team» (позиция № 6, 2014).
«Green Light» также дебютировал в чартах Digital Song Sales (на позиции № 6 с тиражом 52 000 загрузок) и Streaming Songs (на позиции № 20, более 13,6 млн стрим-потоков в США), с радиоаудиторией в 20 млн прослушиваний.

## Музыкальное видео
Музыкальное видео для песни «Green Light» снимал режиссёр Грант Сингер (Grant Singer), съёмки велись в парке МакАртура в Лос-Анджелесе. Релиз клипа прошёл 2 марта 2017 года. В нём Лорд в коротком розовом платье и кроссовках танцует и поёт на улице, в клубе, в такси и на крыше автомобиля. Видео собрало более 160 млн просмотров.

## Живое исполнение
Лорд исполнила песню в телешоу Saturday Night Live 11 марта 2017 года. Она также представила её в живом исполнении на фестивале Coachella Valley Music Festival, прошедшем 16 апреля и на церемонии 2017 Billboard Music Awards, прошедшей 21 мая 2017 года в Лас-Вегасе (Калифорния, США). 23 июня 2017 года Лорд впервые выступила (в том числе с песней «Green Light») на знаменитом музыкальном фестивале Гластонбери (ферма Worthy Farm, деревня Pilton, около города Гластонбери, Великобритания), который считается главным событием британского музыкального года.

## Реакция критиков
Песня получила положительные отзывы музыкальных критиков и интернет-изданий, например, таких как, Billboard, Entertainment Weekly, Forbes, NME, Pitchfork , Stereogum, USA Today.

## Список композиций
| №  | Название      | Автор(ы)                                        | Продюсер(ы)                                        | Длительность |
| -- | ------------- | ----------------------------------------------- | -------------------------------------------------- | ------------ |
| 1. | «Green Light» | Элла Йелич-О’Коннор, Джек Антонофф, Джоэл Литтл | Йелич-О’Коннор, Антонофф, Франк Дьюкс, Эндрю Уайат | 3:54         |

## Чарты
| Чарт (2017)                                | Высшая позиция |
| ------------------------------------------ | -------------- |
| Австралия (ARIA)                           | 4              |
| Австрия (Ö3 Austria Top 40)                | 19             |
| Бельгия/Фландрия (Ultratop 50)             | 19             |
| Бельгия/Валлония (Ultratop 50)             | 39             |
| Канада (Billboard Canadian Hot 100)        | 9              |
| Канада (Billboard CHR/Top 40)              | 19             |
| Канада (Billboard Hot AC)                  | 11             |
| Канада (Billboard Rock)                    | 24             |
| Чехия (Rádio — Top 100)                    | 29             |
| Чехия (Singles Digitál Top 100)            | 11             |
| Франция (SNEP)                             | 24             |
| Германия (GfK)                             | 33             |
| Венгрия (Rádiós Top 40)                    | 36             |
| Венгрия (Single Top 40)                    | 20             |
| Iceland (RÚV)                              | 2              |
| Ирландия (IRMA)                            | 17             |
| Израиль (Media Forest)                     | 3              |
| Италия (FIMI)                              | 29             |
| Латвия (Latvijas Top 40)                   | 8              |
| Ливан (Lebanese Top 20)                    | 18             |
| Нидерланды (Dutch Top 40)                  | 31             |
| Нидерланды (Single Top 100)                | 61             |
| Новая Зеландия (Recorded Music NZ)         | 1              |
| Португалия (AFP)                           | 22             |
| Шотландия (OCC Scotland)                   | 6              |
| Словакия (Rádio — Top 100)                 | 71             |
| Словакия (Singles Digitál Top 100)         | 23             |
| Испания (PROMUSICAE)                       | 13             |
| Швеция (Sverigetopplistan)                 | 58             |
| Швейцария (Schweizer Hitparade)            | 19             |
| Великобритания (OCC UK Singles)            | 20             |
| США (Billboard Hot 100)                    | 19             |
| США (Billboard Adult Contemporary)         | 29             |
| США (Billboard Adult Pop Airplay)          | 18             |
| США (Billboard Dance Club Songs)           | 34             |
| США (Billboard Pop Airplay)                | 20             |
| США (Billboard Alternative Airplay)        | 9              |
| США (Billboard Rock & Alternative Airplay) | 9              |

## Сертификации
| Регион | Сертификация  | Продажи |
| --- | ------------- | ------- |
| Австралия (ARIA) | Платиновый    | 70 000  |
| Италия (FIMI) | Золотой       | 25 000  |
| Новая Зеландия (RMNZ) | 2× Платиновый | 60 000  |
| Великобритания (BPI) | Серебряный    | 200 000 |
| * Данные о продажах приведены только на основе сертификации. · ^ Данные о тиражах приведены только на основе сертификации. · Данные о продажах + прослушиваниях приведены только на основе сертификации. |               |         |

## История релиза
| Регион         | Дата         | Формат                  | Лейбл                       | П.     |
| -------------- | ------------ | ----------------------- | --------------------------- | ------ |
| Разные         | 2 марта 2017 | ЦД                      | Universal Music New Zealand | [ 67 ] |
| Великобритания | 2 марта 2017 | Радио современных хитов | Virgin EMI                  | [ 68 ] |
| Италия         | 2 марта 2017 | Радио современных хитов | Universal                   | [ 69 ] |
| США            | 7 марта 2017 | Top 40 radio            | Lava Republic               | [ 70 ] |
| США            | 7 марта 2017 | Rhythmic radio          | Lava Republic               | [ 71 ] |